# Rhynchonereella comes
Rhynchonereella comes är en ringmaskart som först beskrevs av Ehlers 1898.  Rhynchonereella comes ingår i släktet Rhynchonereella och familjen Alciopidae. Inga underarter finns listade i Catalogue of Life.